# Административно-территориальное деление Речи Посполитой
Административно-территориальное деление Речи Посполитой (пол. Podział administracyjny I Rzeczypospolitej) — понятие, образованное в сложной истории внутренних территориальных изменений Польши, Великого княжества Литовского и внешних территориальных влияний. Сложилось в результате подписания Люблинской унии в 1569 году.
Концепция Речи Посполитой Обоих Народов относится к польскому республиканскому государству начиная с Люблинской унии, с 1569 года до последнего раздела. 
Указанная республика состояла из двух частей: 
- Корона Королевства Польского (в просторечии — «Корона») и
- Великого княжества Литовского (в просторечии того исторического периода — «Литва», что не следует путать с современным термином «Литва»),
 значительная автономия которой проявлялась также и в территориальном управлении.

Также в состав Речи Посполитой вошла Ливония (Инфлянты), вошедшие в её состав в 1561 г. в результате распада Ливонского ордена, где деление на воеводства ввели в 1598 г.. Тогда же было создано герцогство Курляндии и Семигалии, что признало себя вассалом польского короля. А также — Княжество Севежское, Варминское княжество, Лемборкско-бытовская земля.
Речь Посполитая
- Корона Польши:
  - Великопольская провинция,
    - воеводства Великопольские,
    - воеводства Мазовецкие,
    - воеводства Королевства Пруссии.

  - Малопольская провинция,
    - воеводства Малопольские,
    - воеводства Русинские (в просторечии того исторического периода — «Руськие», что не следует путать с современным термином «Русские»).
- Великое княжество Литовское.
  - воеводства и староство Литовской провинции.
- Другие территории.
  - Ленные территории.
- Воеводства, образованные на Гродненском Сейме 23 ноября 1793 году.